# 兵庫県道435号上伊勢誉田線
兵庫県道435号上伊勢誉田線（ひょうごけんどう435ごう かみいせほんだせん）は、兵庫県姫路市からたつの市に至る一般県道である。

## 概要
姫路市林田町上伊勢からたつの市誉田町広山に至る。

### 路線データ
- 起点：姫路市林田町上伊勢（兵庫県道413号護持下伊勢線交点）
- 終点：たつの市誉田町広山（永久橋西詰交差点、国道179号交点）
- 総延長：9.074 km

## 地理

### 通過する自治体
- 兵庫県
  - 姫路市 - たつの市

### 交差する道路
| 交差する道路              | 市町村名 | 交差する場所 | 交差する場所            |
| ------------------------- | -------- | ------------ | ----------------------- |
| 兵庫県道413号護持下伊勢線 | 姫路市   | 林田町上伊勢 | 起点                    |
| 国道29号                  | 姫路市   | 林田町林谷   | 林田交差点              |
| 兵庫県道724号姫路新宮線   | たつの市 | 神岡町上横内 | 上横内交差点            |
| 兵庫県道5号姫路上郡線     | たつの市 | 龍野町片山   | 中井橋西詰交差点        |
| 国道179号                 | たつの市 | 誉田町広山   | 永久橋西詰交差点 / 終点 |

### 交差する鉄道
- 姫新線

### 沿線
- 姫路警察署 伊勢駐在所
- 林田郵便局
- 林田川
- 姫路市立林田中学校
- たつの市立神岡小学校
- 横内郵便局